# Racing Nieuwrode
Racing Nieuwrode was een Belgische voetbalclub uit Nieuwrode. De club was aangesloten bij de KBVB met stamnummer 9580 en had groen en wit als kleuren. De club speelde in de provinciale reeksen.

## Geschiedenis
De club ontstond in 2011, nadat RC Nieuwrode, dat was aangesloten met stamnummer 5560 zijn ontslag indiende. De nieuwe club ging in de laagste provinciale reeksen van start. Na een paar jaar op het laagste niveau, Vierde Provinciale, promoveerde Racing Nieuwrode in 2013 naar Derde Provinciale.
Racing Nieuwrode eindigde zijn eerste seizoen in Derde Provinciale op een laatste plaats. De club fusioneerde na dat seizoen in 2014 met het naburige VK Kortrijk-Dutsel, dat bij de KBVB was aangesloten met stamnummer 7758 en eveneens in Derde Provinciale actief was. De fusieclub werd KDN United genoemd en speelde verder met stamnummer 7758 van Kortrijk-Dutsel. Stamnummer 9580 werd alweer geschrapt.